# كودي جاربرانت
كودي جاربرانت (بالإنجليزية: Cody Garbrandt) من مواليد 7 يوليو 1991 هو مقاتل أمريكي محترف في فنون القتال المختلطة يتنافس حاليًا في فئة وزن الذبابة و وزن الديك في بطولة القتال النهائي (UFC).

## بداياته
كانت أول مباراة له في الهواة عام 2009 وقام بتجميع سجل فنون القتالية للهواة من 6-2 قبل ظهوره الاحترافي لأول مرة في عام 2012.

## البطولات والإنجازات

### الفنون القتالية المختلطة
- 'بطولة القتال النهائي
  - بطل سابق في وزن الديك (مرة واحدة).[4]
  - أداء الليلة (مرتين) ضد توماس ألميدا و رافائيل اسونساو.[5]
  - قتال الليل (مرتين) ضد دومينيك كروز و بيدرو مونهوز.[6][7]

## سجل الفنون القتالية المختلطة
| السجل المهني |        |         |
| 17 نزال      | 12 فوز | 5 خسارة |
| ضربة قاضية   | 10     | 4       |
| قرار القضاة  | 2      | 1       |

المصدر:

## روابط خارجية
- كودي جاربرانت على موقع يو إف سي (الإنجليزية)
- كودي جاربرانت على موقع شيردوغ (الإنجليزية)
- كودي جاربرانت على موقع Tapology.com (الإنجليزية)